# Notre-Dame-d'Estrées-Corbon
Notre-Dame-d'Estrées-Corbon es una comuna nueva francesa situada en el departamento de Calvados, de la región de Normandía.

## Historia
Fue creada el 1 de enero de 2015, en aplicación de una resolución del prefecto de Calvados de 30 de septiembre de 2014 con la unión de las comunas de Corbon y Notre-Dame-d'Estrées, pasando a estar el ayuntamiento en la antigua comuna de Notre-Dame-d'Estrées.

## Demografía
| Gráfica de evolución demográfica de Notre-Dame-d'Estrées-Corbon entre 1800 y 2013 |
|                                                                                   |

Los datos entre 1800 y 2013 son el resultado de sumar los parciales de las dos comunas que forman la nueva comuna de Notre-Dame-d'Estrées-Corbon, cuyos datos se han cogido de 1800 a 1999, para las comunas de Corbon y Notre-Dame-d'Estrées de la página francesa EHESS/Cassini. Los demás datos se han cogido de la página del INSEE.

## Composición
| Comuna delegada      | Código INSEE | Población (2013) | Superficie (km²) | Densidad (hab./km²) |
| -------------------- | ------------ | ---------------- | ---------------- | ------------------- |
| Corbon               | 14178        | 68               | 4.09             | 17                  |
| Notre-Dame-d'Estrées | 14474        | 168              | 7.43             | 23                  |